# Liste der Gemeinden im Landkreis Traunstein

Karte des Landkreises Traunstein

Die Liste der Gemeinden im Landkreis Traunstein gibt einen Überblick über die Verwaltungseinheiten des Landkreises. Es gibt 35 politische Gemeinden, von denen 25 eine eigene Verwaltung haben, und 4 Verwaltungsgemeinschaften.

## Legende
- Verwaltungseinheit: Name der Gemeinde und Angabe der Gemeindeart: Gemeinde (–), Markt (M), Stadt (St), Große Kreisstadt (GKSt) oder Name der Verwaltungsgemeinschaft. Einheitsgemeinden und Verwaltungsgemeinschaften sind fett gedruckt
- GT: Gemeindeteile der Gemeinde. Der Wiki-Link ist mit der Gemeindegliederung der jeweiligen Gemeinde verknüpft.
- VG: Zeigt ggf. an, ob eine Gemeinde zu einer Verwaltungsgemeinschaft gehört
- Karte: Zeigt die Lage der Gemeinde im Landkreis
- Fläche: Fläche der Stadt beziehungsweise Gemeinde, angegeben in Quadratkilometer
- Einwohner: Zahl der Menschen, die in der Gemeinde beziehungsweise Stadt leben (Stand: 31. Dezember 2023[1])
- EW-Dichte: Angegeben ist die Einwohnerdichte, gerechnet auf die Fläche der Verwaltungseinheit, angegeben in Einwohner pro km2 (Stand: 31. Dezember 2023[2])
- Statistik: Link zur kommunalen Statistik des Bayerischen Landesamts für Statistik
- Website: Website der Gemeinde bzw. der Verwaltungsgemeinschaft

## Gemeinden
| Verwaltungseinheit                    | Wappen                                    | GT  | VG            | Karte                                                                  | Fläche in km²   | Einwohner      | Einwohner je km² | Statistik | Website |
| ------------------------------------- | ----------------------------------------- | --- | ------------- | ---------------------------------------------------------------------- | --------------- | -------------- | ---------------- | --------- | ------- |
| Landkreis Traunstein                  | Wappen des Landkreises Traunstein         |     |               | Der Landkreis Traunstein                                               | 1533.74 (100 %) | 181763 (100 %) | 119              | [ 3 ]     | [ 4 ]   |
| Verwaltungsgemeinschaft Bergen        |                                           |     | Bergen        | Lage der Verwaltungsgemeinschaft Bergen im Landkreis Traunstein        | 46.86 (3.1 %)   | 6813 (3.7 %)   | 145              |           |         |
| Verwaltungsgemeinschaft Marquartstein |                                           |     | Marquartstein | Lage der Verwaltungsgemeinschaft Marquartstein im Landkreis Traunstein | 32.74 (2.1 %)   | 4571 (2.5 %)   | 140              |           |         |
| Verwaltungsgemeinschaft Obing         |                                           |     | Obing         | Lage der Verwaltungsgemeinschaft Obing im Landkreis Traunstein         | 94.49 (6.2 %)   | 7900 (4.3 %)   | 84               |           | [ 5 ]   |
| Verwaltungsgemeinschaft Waging am See |                                           |     | Waging am See | Lage der Verwaltungsgemeinschaft Waging am See im Landkreis Traunstein | 93.62 (6.1 %)   | 10976 (6 %)    | 117              |           | [ 6 ]   |
| Altenmarkt an der Alz                 | Wappen der Gemeinde Altenmarkt an der Alz | 42  |               | Lage der Gemeinde Altenmarkt an der Alz im Landkreis Traunstein        | 26.1 (1.7 %)    | 4273 (2.4 %)   | 164              | [ 7 ]     | [ 8 ]   |
| Bergen                                | Wappen der Gemeinde Bergen                | 32  | Bergen        | Lage der Gemeinde Bergen im Landkreis Traunstein                       | 36.9 (2.4 %)    | 4970 (2.7 %)   | 135              | [ 9 ]     | [ 10 ]  |
| Chieming                              | Wappen der Gemeinde Chieming              | 38  |               | Lage der Gemeinde Chieming im Landkreis Traunstein                     | 37.73 (2.5 %)   | 5065 (2.8 %)   | 134              | [ 11 ]    | [ 12 ]  |
| Engelsberg                            | Wappen der Gemeinde Engelsberg            | 99  |               | Lage der Gemeinde Engelsberg im Landkreis Traunstein                   | 34.18 (2.2 %)   | 2602 (1.4 %)   | 76               | [ 13 ]    | [ 14 ]  |
| Fridolfing                            | Wappen der Gemeinde Fridolfing            | 66  |               | Lage der Gemeinde Fridolfing im Landkreis Traunstein                   | 44.22 (2.9 %)   | 4485 (2.5 %)   | 101              | [ 15 ]    | [ 16 ]  |
| Grabenstätt                           | Wappen der Gemeinde Grabenstätt           | 41  |               | Lage der Gemeinde Grabenstätt im Landkreis Traunstein                  | 37.81 (2.5 %)   | 4478 (2.5 %)   | 118              | [ 17 ]    | [ 18 ]  |
| Grassau, M                            | Wappen der Gemeinde Grassau               | 31  |               | Lage der Gemeinde Grassau im Landkreis Traunstein                      | 35.78 (2.3 %)   | 7285 (4 %)     | 204              | [ 19 ]    | [ 20 ]  |
| Inzell                                | Wappen der Gemeinde Inzell                | 51  |               | Lage der Gemeinde Inzell im Landkreis Traunstein                       | 45.35 (3 %)     | 4986 (2.7 %)   | 110              | [ 21 ]    | [ 22 ]  |
| Kienberg                              | Wappen der Gemeinde Kienberg              | 33  | Obing         | Lage der Gemeinde Kienberg im Landkreis Traunstein                     | 22.83 (1.5 %)   | 1406 (0.8 %)   | 62               | [ 23 ]    | [ 24 ]  |
| Kirchanschöring                       | Wappen der Gemeinde Kirchanschöring       | 49  |               | Lage der Gemeinde Kirchanschöring im Landkreis Traunstein              | 25.23 (1.6 %)   | 3334 (1.8 %)   | 132              | [ 25 ]    | [ 26 ]  |
| Marquartstein                         | Wappen der Gemeinde Marquartstein         | 20  | Marquartstein | Lage der Gemeinde Marquartstein im Landkreis Traunstein                | 13.4 (0.9 %)    | 3374 (1.9 %)   | 252              | [ 27 ]    | [ 28 ]  |
| Nußdorf                               | Wappen der Gemeinde Nußdorf               | 11  |               | Lage der Gemeinde Nußdorf im Landkreis Traunstein                      | 16.12 (1.1 %)   | 2458 (1.4 %)   | 152              | [ 29 ]    | [ 30 ]  |
| Obing                                 | Wappen der Gemeinde Obing                 | 60  | Obing         | Lage der Gemeinde Obing im Landkreis Traunstein                        | 43.75 (2.9 %)   | 4560 (2.5 %)   | 104              | [ 31 ]    | [ 32 ]  |
| Palling                               | Wappen der Gemeinde Palling               | 57  |               | Lage der Gemeinde Palling im Landkreis Traunstein                      | 53.84 (3.5 %)   | 3658 (2 %)     | 68               | [ 33 ]    | [ 34 ]  |
| Petting                               | Wappen der Gemeinde Petting               | 71  |               | Lage der Gemeinde Petting im Landkreis Traunstein                      | 29.92 (2 %)     | 2396 (1.3 %)   | 80               | [ 35 ]    | [ 36 ]  |
| Pittenhart                            | Wappen der Gemeinde Pittenhart            | 28  | Obing         | Lage der Gemeinde Pittenhart im Landkreis Traunstein                   | 27.91 (1.8 %)   | 1934 (1.1 %)   | 69               | [ 37 ]    | [ 38 ]  |
| Reit im Winkl                         | Wappen der Gemeinde Reit im Winkl         | 9   |               | Lage der Gemeinde Reit im Winkl im Landkreis Traunstein                | 70.98 (4.6 %)   | 2338 (1.3 %)   | 33               | [ 39 ]    | [ 40 ]  |
| Ruhpolding                            | Wappen der Gemeinde Ruhpolding            | 73  |               | Lage der Gemeinde Ruhpolding im Landkreis Traunstein                   | 147.83 (9.6 %)  | 7235 (4 %)     | 49               | [ 41 ]    | [ 42 ]  |
| Schleching                            | Wappen der Gemeinde Schleching            | 12  |               | Lage der Gemeinde Schleching im Landkreis Traunstein                   | 45.17 (2.9 %)   | 1900 (1 %)     | 42               | [ 43 ]    | [ 44 ]  |
| Schnaitsee                            | Wappen der Gemeinde Schnaitsee            | 118 |               | Lage der Gemeinde Schnaitsee im Landkreis Traunstein                   | 61.14 (4 %)     | 3868 (2.1 %)   | 63               | [ 45 ]    | [ 46 ]  |
| Seeon-Seebruck                        | Wappen der Gemeinde Seeon-Seebruck        | 66  |               | Lage der Gemeinde Seeon-Seebruck im Landkreis Traunstein               | 47.93 (3.1 %)   | 4594 (2.5 %)   | 96               | [ 47 ]    | [ 48 ]  |
| Siegsdorf                             | Wappen der Gemeinde Siegsdorf             | 98  |               | Lage der Gemeinde Siegsdorf im Landkreis Traunstein                    | 57 (3.7 %)      | 8529 (4.7 %)   | 150              | [ 49 ]    | [ 50 ]  |
| Staudach-Egerndach                    | Wappen der Gemeinde Staudach-Egerndach    | 12  | Marquartstein | Lage der Gemeinde Staudach-Egerndach im Landkreis Traunstein           | 19.34 (1.3 %)   | 1197 (0.7 %)   | 62               | [ 51 ]    | [ 52 ]  |
| Surberg                               | Wappen der Gemeinde Surberg               | 65  |               | Lage der Gemeinde Surberg im Landkreis Traunstein                      | 23.71 (1.5 %)   | 3379 (1.9 %)   | 143              | [ 53 ]    | [ 54 ]  |
| Tacherting                            | Wappen der Gemeinde Tacherting            | 108 |               | Lage der Gemeinde Tacherting im Landkreis Traunstein                   | 50.24 (3.3 %)   | 5797 (3.2 %)   | 115              | [ 55 ]    | [ 56 ]  |
| Taching am See                        | Wappen der Gemeinde Taching am See        | 53  | Waging am See | Lage der Gemeinde Taching am See im Landkreis Traunstein               | 26.75 (1.7 %)   | 2177 (1.2 %)   | 81               | [ 57 ]    | [ 58 ]  |
| Tittmoning, St                        | Wappen der Gemeinde Tittmoning            | 122 |               | Lage der Gemeinde Tittmoning im Landkreis Traunstein                   | 72.01 (4.7 %)   | 5970 (3.3 %)   | 83               | [ 59 ]    | [ 60 ]  |
| Traunreut, St                         | Wappen der Gemeinde Traunreut             | 63  |               | Lage der Gemeinde Traunreut im Landkreis Traunstein                    | 45.06 (2.9 %)   | 21021 (11.6 %) | 467              | [ 61 ]    | [ 62 ]  |
| Traunstein, GKSt                      | Wappen der Gemeinde Traunstein            | 63  |               | Lage der Gemeinde Traunstein im Landkreis Traunstein                   | 48.57 (3.2 %)   | 21551 (11.9 %) | 444              | [ 63 ]    | [ 64 ]  |
| Trostberg, St                         | Wappen der Gemeinde Trostberg             | 94  |               | Lage der Gemeinde Trostberg im Landkreis Traunstein                    | 51.55 (3.4 %)   | 11463 (6.3 %)  | 222              | [ 65 ]    | [ 66 ]  |
| Übersee                               | Wappen der Gemeinde Übersee               | 36  |               | Lage der Gemeinde Übersee im Landkreis Traunstein                      | 30.53 (2 %)     | 5122 (2.8 %)   | 168              | [ 67 ]    | [ 68 ]  |
| Unterwössen                           | Wappen der Gemeinde Unterwössen           | 31  |               | Lage der Gemeinde Unterwössen im Landkreis Traunstein                  | 41.28 (2.7 %)   | 3716 (2 %)     | 90               | [ 69 ]    | [ 70 ]  |
| Vachendorf                            | Wappen der Gemeinde Vachendorf            | 17  | Bergen        | Lage der Gemeinde Vachendorf im Landkreis Traunstein                   | 9.96 (0.6 %)    | 1843 (1 %)     | 185              | [ 71 ]    | [ 72 ]  |
| Waging am See, M                      | Wappen der Gemeinde Waging am See         | 122 | Waging am See | Lage der Gemeinde Waging am See im Landkreis Traunstein                | 48.86 (3.2 %)   | 7187 (4 %)     | 147              | [ 73 ]    | [ 74 ]  |
| Wonneberg                             | Wappen der Gemeinde Wonneberg             | 50  | Waging am See | Lage der Gemeinde Wonneberg im Landkreis Traunstein                    | 18.01 (1.2 %)   | 1612 (0.9 %)   | 90               | [ 75 ]    | [ 76 ]  |